# 阿拉西拉马尼
阿拉西拉马尼（Arasiramani），是印度泰米尔纳德邦Salem县的一个城镇。总人口13822（2001年）。

## 人口
该地2001年总人口13822人，其中男性7298人，女性6524人；0—6岁人口1326人，其中男790人，女536人；识字率43.66%，其中男性为54.67%，女性为31.35%。